# European League 2004
L'European League 2004 si è svolta dal 20 maggio all'11 luglio 2004: al torneo hanno partecipato otto squadre nazionali europee e la vittoria finale è andata per la prima volta alla Rep. Ceca.

## Regolamento

### Formula
Le squadre hanno disputato una prima fase a gironi con formula del girone all'italiana, con gare di andata e ritorno e doppio confronto: al termine della prima fase, la prima classificata di ogni girone, la migliore seconda classificata e la squadra del paese organizzatore (se questa rientra tra i precedenti criteri di qualificazione si è qualificata la seconda migliore seconda classificata) hanno acceduto alla fase finale strutturata in semifinali, finale per il terzo posto e finale.

### Criteri di classifica
Per ogni partita sono stati assegnati 2 punti alla squadra vincente ed 1 punto alla squadra sconfitta.
L'ordine del posizionamento in classifica è stato definito in base a:
- Punti;
- Ratio dei set vinti/persi;
- Ratio dei punti realizzati/subiti;
- Risultati degli scontri diretti.

## Squadre partecipanti
| Squadra     | Qualificazione | Ultima partecipazione |
| ----------- | -------------- | --------------------- |
| Croazia     | Wild card      | Debutto               |
| Finlandia   | Wild card      | Debutto               |
| Germania    | Wild card      | Debutto               |
| Paesi Bassi | Wild card      | Debutto               |
| Rep. Ceca   | Wild card      | Debutto               |
| Russia      | Wild card      | Debutto               |
| Slovacchia  | Wild card      | Debutto               |
| Turchia     | Wild card      | Debutto               |

## Torneo

### Fase a gironi
| Girone A  | Girone B    |
| --------- | ----------- |
| Croazia   | Finlandia   |
| Rep. Ceca | Germania    |
| Russia    | Paesi Bassi |
| Turchia   | Slovacchia  |

#### Girone A

##### Risultati
| 21 maggio 2004 ?, ? Durata: 1h:53 - Spettatori: 1 010 | Russia    | 1 - 3 | Rep. Ceca | 22-25, 22-25, 25-20, 23-25        |
| 22 maggio 2004 ?, ? Durata: 1h:08 - Spettatori: 1 000 | Russia    | 3 - 0 | Rep. Ceca | 25-18, 25-19, 25-20               |
| 22 maggio 2004 ?, ? Durata: 1h:44 - Spettatori: 300   | Croazia   | 1 - 3 | Turchia   | 25-17, 16-25, 21-25, 18-25        |
| 23 maggio 2004 ?, ? Durata: 1h:52 - Spettatori: 200   | Croazia   | 3 - 1 | Turchia   | 25-15, 22-25, 25-22, 25-18        |
| 29 maggio 2004 ?, ? Durata: 1h:20 - Spettatori: 450   | Rep. Ceca | 3 - 0 | Turchia   | 25-22, 25-21, 25-23               |
| 30 maggio 2004 ?, ? Durata: 1h:55 - Spettatori: 250   | Rep. Ceca | 2 - 3 | Turchia   | 25-23, 25-17, 21-25, 19-25, 10-15 |
| 29 maggio 2004 ?, ? Durata: 2h:10 - Spettatori: 3 800 | Russia    | 3 - 2 | Croazia   | 25-21, 25-21, 26-28, 19-25, 15-10 |
| 30 maggio 2004 ?, ? Durata: 1h:10 - Spettatori: 3 500 | Russia    | 3 - 0 | Croazia   | 25-16, 25-18, 25-18               |
| 5 giugno 2004 ?, ? Durata: ? - Spettatori: ?          | Croazia   | 2 - 3 | Rep. Ceca | 22-25, 25-23, 13-25, 25-22, 13-15 |
| 6 giugno 2004 ?, ? Durata: 2h:12 - Spettatori: 500    | Croazia   | 3 - 2 | Rep. Ceca | 25-20, 25-22, 18-25, 21-25, 15-12 |
| 5 giugno 2004 ?, ? Durata: 1h:53 - Spettatori: 1 300  | Turchia   | 3 - 1 | Russia    | 27-29, 25-20, 25-16, 25-22        |
| 6 giugno 2004 ?, ? Durata: 2h:03 - Spettatori: 2 050  | Turchia   | 2 - 3 | Russia    | 19-25, 25-20, 26-24, 17-25, 9-15  |
| 12 giugno 2004 ?, ? Durata: 1h:15 - Spettatori: 480   | Rep. Ceca | 3 - 0 | Croazia   | 25-21, 25-22, 25-18               |
| 13 giugno 2004 ?, ? Durata: 2h:15 - Spettatori: 500   | Rep. Ceca | 3 - 2 | Croazia   | 18-25, 25-21, 25-23, 27-29, 15-11 |
| 16 giugno 2004 ?, ? Durata: 1h:15 - Spettatori: 3 500 | Russia    | 3 - 0 | Turchia   | 25-16, 25-22, 27-25               |
| 17 giugno 2004 ?, ? Durata: 1h:35 - Spettatori: 2 850 | Russia    | 3 - 1 | Turchia   | 25-18, 21-25, 25-20, 25-20        |
| 19 giugno 2004 ?, ? Durata: 1h:50 - Spettatori: 1 000 | Turchia   | 3 - 1 | Rep. Ceca | 25-22, 20-25, 25-20, 25-22        |
| 20 giugno 2004 ?, ? Durata: 2h:10 - Spettatori: 1 500 | Turchia   | 3 - 2 | Rep. Ceca | 25-18, 26-28, 19-25, 25-22, 15-9  |
| 19 giugno 2004 ?, ? Durata: 2h:20 - Spettatori: 1 250 | Croazia   | 3 - 2 | Russia    | 25-21, 20-25, 25-22, 22-25, 15-11 |
| 20 giugno 2004 ?, ? Durata: 1h:20 - Spettatori: 1 300 | Croazia   | 0 - 3 | Russia    | 14-25, 18-25, 20-25               |
| 26 giugno 2004 ?, ? Durata: 1h:15 - Spettatori: 900   | Rep. Ceca | 3 - 0 | Russia    | 25-16, 25-18, 25-17               |
| 27 giugno 2004 ?, ? Durata: 2h:07 - Spettatori: 1 000 | Rep. Ceca | 3 - 2 | Russia    | 25-20, 22-25, 25-22, 23-25, 18-16 |
| 26 giugno 2004 ?, ? Durata: 1h:50 - Spettatori: 1 650 | Turchia   | 3 - 1 | Croazia   | 25-27, 25-23, 25-21, 25-21        |
| 27 giugno 2004 ?, ? Durata: 1h:55 - Spettatori: 1 750 | Turchia   | 3 - 1 | Croazia   | 25-21, 26-24, 22-25, 25-23        |

##### Classifica
| Pos. | Squadra   | Pt | G  | V | P | SV | SP | Ratio | PF    | PS    | Ratio |
| ---- | --------- | -- | -- | - | - | -- | -- | ----- | ----- | ----- | ----- |
| 1.   | Russia    | 19 | 12 | 7 | 5 | 27 | 20 | 1,350 | 1 059 | 1 000 | 1,059 |
| 2.   | Rep. Ceca | 19 | 12 | 7 | 5 | 28 | 22 | 1,273 | 1 105 | 1 074 | 1,029 |
| 3.   | Turchia   | 19 | 12 | 7 | 5 | 25 | 24 | 1,042 | 1 090 | 1 097 | 0,994 |
| 4.   | Croazia   | 15 | 12 | 3 | 9 | 18 | 32 | 0,562 | 1 050 | 1 133 | 0,927 |

      Qualificata alle semifinali.

#### Girone B

##### Risultati
| 20 maggio 2004 ?, ? Durata: 1h:53 - Spettatori: 1 100 | Germania    | 1 - 3 | Paesi Bassi | 22-25, 22-25, 25-23, 17-25        |
| 21 maggio 2004 ?, ? Durata: 1h:54 - Spettatori: 1 500 | Germania    | 1 - 3 | Paesi Bassi | 26-28, 21-25, 25-22, 23-25        |
| 22 maggio 2004 ?, ? Durata: 2h:04 - Spettatori: 1 100 | Finlandia   | 3 - 2 | Slovacchia  | 25-20, 25-15, 25-27, 20-25, 15-13 |
| 23 maggio 2004 ?, ? Durata: 2h:05 - Spettatori: 900   | Finlandia   | 3 - 2 | Slovacchia  | 25-22, 25-23, 18-25, 23-25, 15-13 |
| 29 maggio 2004 ?, ? Durata: 1h:54 - Spettatori: 600   | Finlandia   | 1 - 3 | Germania    | 20-25, 25-22, 17-25, 26-28        |
| 30 maggio 2004 ?, ? Durata: 2h:02 - Spettatori: 900   | Finlandia   | 1 - 3 | Germania    | 25-16, 23-25, 29-31, 22-25        |
| 1º giugno 2004 ?, ? Durata: 1h:54 - Spettatori: 950   | Slovacchia  | 2 - 3 | Paesi Bassi | 16-25, 19-25, 25-21, 25-20, 8-15  |
| 2 giugno 2004 ?, ? Durata: 1h:49 - Spettatori: 1 300  | Slovacchia  | 1 - 3 | Paesi Bassi | 22-25, 25-20, 20-25, 20-25        |
| 4 giugno 2004 ?, ? Durata: 1h:56 - Spettatori: 220    | Paesi Bassi | 2 - 3 | Finlandia   | 23-25, 21-25, 26-24, 25-17, 12-15 |
| 5 giugno 2004 ?, ? Durata: 1h:02 - Spettatori: 330    | Paesi Bassi | 3 - 0 | Finlandia   | 25-18, 25-15, 25-17               |
| 5 giugno 2004 ?, ? Durata: 1h:25 - Spettatori: 900    | Germania    | 3 - 0 | Slovacchia  | 25-23, 25-19, 25-19               |
| 6 giugno 2004 ?, ? Durata: 1h:50 - Spettatori: 550    | Germania    | 3 - 1 | Slovacchia  | 25-14, 24-26, 25-20, 25-22        |
| 11 giugno 2004 ?, ? Durata: 1h:26 - Spettatori: 460   | Slovacchia  | 0 - 3 | Germania    | 21-25, 22-25, 21-25               |
| 12 giugno 2004 ?, ? Durata: 1h:13 - Spettatori: 600   | Slovacchia  | 0 - 3 | Germania    | 13-25, 12-25, 19-25               |
| 11 giugno 2004 ?, ? Durata: 1h:55 - Spettatori: 800   | Finlandia   | 3 - 2 | Paesi Bassi | 21-25, 25-19, 23-25, 26-24, 15-10 |
| 12 giugno 2004 ?, ? Durata: 1h:37 - Spettatori: 700   | Finlandia   | 1 - 3 | Paesi Bassi | 19-25, 27-25, 23-25, 18-25        |
| 19 giugno 2004 ?, ? Durata: 1h:53 - Spettatori: 500   | Paesi Bassi | 3 - 2 | Slovacchia  | 25-23, 13-25, 25-20, 22-25, 15-7  |
| 20 giugno 2004 ?, ? Durata: 1h:53 - Spettatori: 600   | Paesi Bassi | 3 - 2 | Slovacchia  | 25-17, 24-26, 25-13, 24-26, 15-11 |
| 19 giugno 2004 ?, ? Durata: 1h:19 - Spettatori: 700   | Germania    | 3 - 0 | Finlandia   | 25-20, 25-20, 25-17               |
| 20 giugno 2004 ?, ? Durata: 1h:45 - Spettatori: 700   | Germania    | 3 - 1 | Finlandia   | 21-25, 25-21, 25-18, 25-15        |
| 25 giugno 2004 ?, ? Durata: 2h:06 - Spettatori: 1 600 | Slovacchia  | 2 - 3 | Finlandia   | 23-25, 22-25, 25-21, 25-23        |
| 26 giugno 2004 ?, ? Durata: 2h:05 - Spettatori: 1 450 | Slovacchia  | 3 - 2 | Finlandia   | 25-23, 25-23, 19-25, 23-25, 15-13 |
| 25 giugno 2004 ?, ? Durata: 1h:41 - Spettatori: 350   | Paesi Bassi | 3 - 1 | Germania    | 26-24, 25-22, 17-25, 26-24        |
| 26 giugno 2004 ?, ? Durata: 1h:54 - Spettatori: 800   | Paesi Bassi | 3 - 2 | Germania    | 25-23, 25-23, 15-25, 23-25, 16-14 |

##### Classifica
| Pos. | Squadra     | Pt | G  | V  | P  | SV | SP | Ratio | PF   | PS   | Ratio |
| ---- | ----------- | -- | -- | -- | -- | -- | -- | ----- | ---- | ---- | ----- |
| 1.   | Paesi Bassi | 22 | 12 | 10 | 2  | 34 | 19 | 1,789 | 1195 | 1112 | 1,075 |
| 2.   | Germania    | 20 | 12 | 8  | 4  | 29 | 16 | 1,812 | 1078 | 970  | 1,111 |
| 3.   | Finlandia   | 17 | 12 | 5  | 7  | 21 | 31 | 0,677 | 1110 | 1171 | 0,948 |
| 4.   | Slovacchia  | 13 | 12 | 1  | 11 | 17 | 35 | 0,486 | 1042 | 1172 | 0,889 |

      Qualificata alle semifinali.

### Fase finale
|  | Semifinali | Semifinali  | Semifinali |        |    | Finale          | Finale          | Finale          |  |
|  |            |             |            |        |    |                 |                 |                 |  |
|  | 1B         | Rep. Ceca   | 3          |        |    |                 |                 |                 |  |
|  | 1B         | Rep. Ceca   | 3          |        |    |                 |                 |                 |  |
|  | 2A         | Paesi Bassi | 0          |        |    |                 |                 |                 |  |
|  | 2A         | Paesi Bassi | 0          |        | 1B | Rep. Ceca       | 3               |                 |  |
|  |            |             |            |        | 1B | Rep. Ceca       | 3               |                 |  |
|  |            |             | 1A         | Russia | 1  |                 |                 |                 |  |
|  | 1A         | Russia      | 1A         | Russia | 1  | 3               |                 |                 |  |
|  | 1A         | Russia      |            |        |    | 3               |                 |                 |  |
|  | 2B         | Germania    | 0          |        |    | Finale 3º posto | Finale 3º posto | Finale 3º posto |  |
|  | 2B         | Germania    | 0          |        |    |                 |                 |                 |  |
|  |            |             |            |        |    |                 |                 |                 |  |
|  |            |             |            |        |    | 2A              | Paesi Bassi     | 3               |  |
|  |            |             |            |        |    | 2A              | Paesi Bassi     | 3               |  |
|  |            |             |            |        |    | 2B              | Germania        | 1               |  |

#### Semifinali
| 10 luglio 2004 ?, Opava Durata: 1h:15 - Spettatori: 2 500 | Rep. Ceca | 3 - 0 | Paesi Bassi | 25-23, 25-21, 25-19 |
| 10 luglio 2004 ?, Opava Durata: 1h:13 - Spettatori: 1 400 | Russia    | 3 - 0 | Germania    | 25-22, 25-13, 25-14 |

#### Finale 3º posto
| 11 luglio 2004 ?, Opava Durata: 1h:44 - Spettatori: 1 400 | Paesi Bassi | 3 - 1 | Germania | 29-31, 25-18, 25-19, 25-23 |

#### Finale
| 11 luglio 2004 ?, Opava Durata: 1h:54 - Spettatori: 2 800 | Rep. Ceca | 3 - 1 | Russia | 25-20, 21-25, 26-24, 25-19 |

## Classifica finale
| Pos | Squadra     | Rosa |
| --- | ----------- | --- |
|     | Rep. Ceca   | Formazione: Baránek, Boula, Habada, Hudeček, Král, Lébl, J. Novotný, M. Novotný, Pláteník, Rak, Rejlek, Rybnicek, Staněk, Štokr, Ticháček, Zadražil, Zapletal, CT: Řeřábek |
|     | Russia      | Formazione: Abramov, Abrosimov, Apalikov, Archipov, Astašenkov, Baranov, Berežko, Bovduj, Chamutckich, Chtej, Dinejkin, Egorčev, Ermakov, Ignat'ev, Kalinin, Kazakov, Korneev, Kosarev, Kozlov, Kulešov, Latyšev, Petropavlov, Poltavskij, Terëšin, Tetjuchin, Ušakov, Verbov, Volkov, Zajcev, CT: Šipulin |
|     | Paesi Bassi | Formazione: Bontje, Cristina, Freriks, Görtzen, Hooi, Horstink, Klok, Kooistra, Koomen, Krolis, Nummerdor, Olieman, Reinaerts, E. Schuil, R. Schuil, Siebers, Sturkenboom, Trommel, van de Goor, van de Loo, Van der Veen, Van der Wel, van Dijk, van Gendt, van Waaijen, CT: Goedkoop                     |
| 4   | Germania    | Formazione: Andrae, Bachmann, Bakumovski, Bergmann, Dehne, Elsner, Glinker, Kromm, Pampel, Prüsener, Schöps, Tischer, Walter, Wiebel, CT: Moculescu |
| 5   | Turchia     | Formazione: Çayır, Fertelli, Güç, Hascan, Keskin, Koç, Özdemir, Şahin, Tanık, Toçoğlu, Toktamış, Ulusoy, CT: ? |
| 6   | Finlandia   | Formazione: Aho, Esko, J. Heikkinen, M. Heikkinen, Hietanen, Kangasniemi, Kankaanpää, Keisala, Kunnari, Laurila, Ollikainen, Pyrhönen, Silpo, Siltala, CT: Hoivala |
| 7   | Croazia     | Formazione: Ćosić, Čošković, Evtoukhovitch, Gotal, Hirš, Kovačević, Krnić, Kvesič, Omrčen, Polgar, Puljič, Sikirić, Streleč, Vulin, Zelić, CT: ? |
| 8   | Slovacchia  | Formazione: Bartík, Benčič, Ćajan, Demeter, Diviš, Hupka, Joščak, Kmeť, Masný, Mikula, Nemec, Ogurčák, Pipa, Sabo, Sopko, Turiansky, Vartovník, Vlk, CT: Třešňák |

## Premi individuali
| Premio               | Nome             | Squadra     |
| -------------------- | ---------------- | ----------- |
| MVP                  | Peter Pláteník   | Rep. Ceca   |
| Miglior realizzatore | Igor Omrčen      | Croazia     |
| Miglior attaccante   | Martin Lébl      | Rep. Ceca   |
| Miglior muro         | Mike van de Goor | Paesi Bassi |
| Miglior servizio     | Björn Andrae     | Germania    |